# José Ardévol
Josep Ardèvol i Gimbernat (Barcelona, 13 de março de 1911 - Havana, 7 de janeiro de 1981) foi um compositor cubano.
Nascido na Espanha, emigrou para Cuba em 1930 e etre 1934 e 1952 foi o diretor da Orquestra de Câmara de Havana e também foi professor universitário. Por ter apoiado a revolução Cubana, tornou-se administrador chefe musical do novo governo.
Ardevol influênciou importante músicos cubanos, como Juan Blanco e Leo Brouwer.